# Alte Universität (Salzburg)

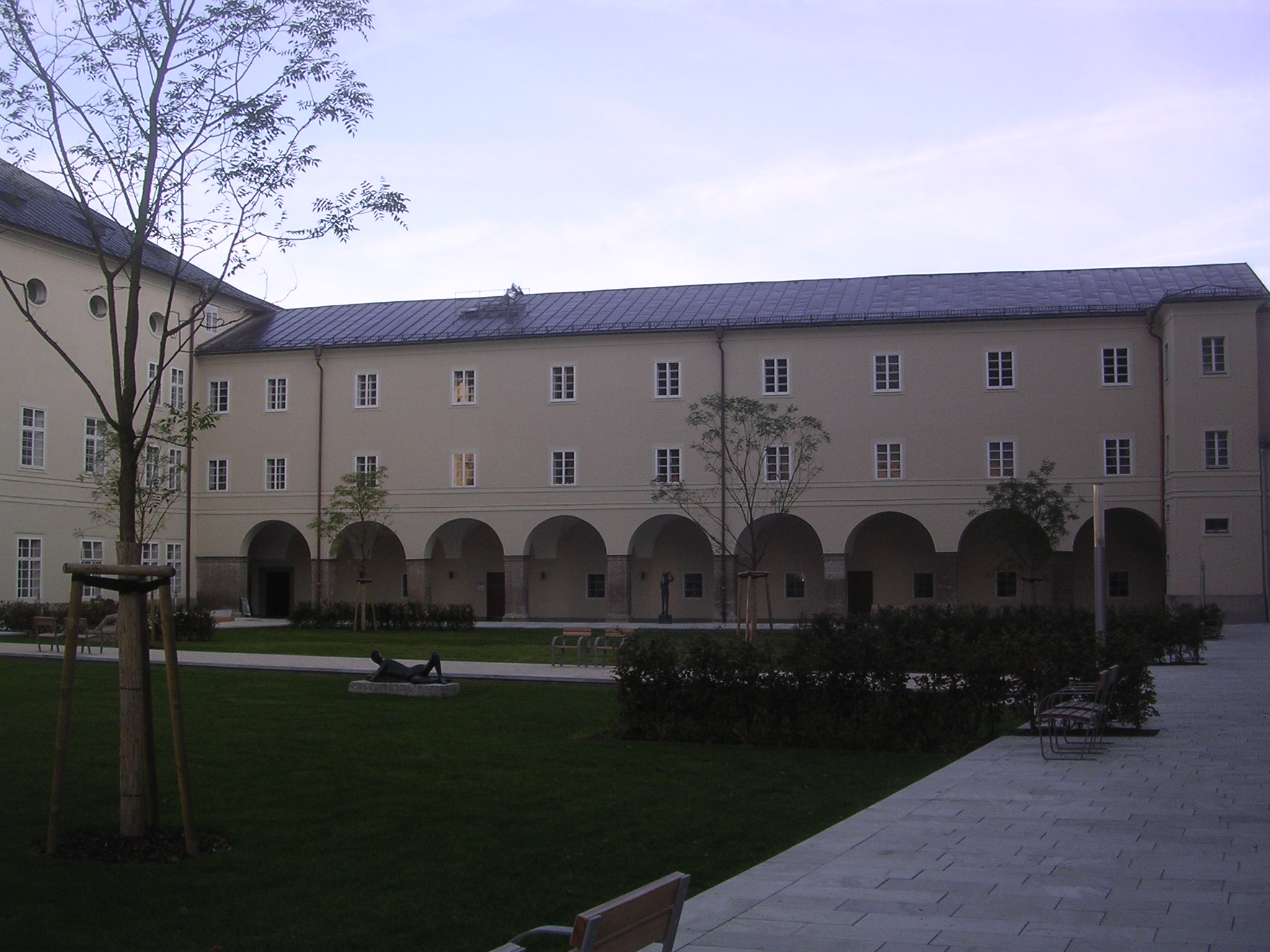
Alte Universität Salzburg

Die Alte Universität Salzburg steht am Universitätsplatz in der Stadt Salzburg. Das Gebäude steht unter Denkmalschutz (Listeneintrag).

## Geschichte
Im Areal des ehemaligen St. Petrischen Frauengartens wurde ab 1618 ein Gebäude für ein Gymnasium im Auftrag vom Erzbischof Markus Sittikus erbaut. Gleichzeitig wurde der Bau der Kapelle hl. Karl Borromäus (Sacellum) begonnen. 1620 erfolgte die Umwandlung in eine Benediktineruniversität. Mit der Planung von 1627 vom Architekt Santino Solari erfolgte ab 1630 der Ausbau zu einem Universitätsgebäude mit der Aula und dem Nordflügel. Von 1652 bis 1655 erfolgte der Bau des Südflügels.
Nach Stilllegung der Salzburger Universität zu Beginn des 19. Jahrhunderts war in den Gebäuden bis 1975 das Akademische Gymnasium untergebracht. Von 1869 bis 1969 war im Erdgeschoß und im ersten Stock des Nordflügels die Lehrerbildungsanstalt untergebracht (ab 1963 schrittweise in ein Musisch-Pädagogisches Bundesrealgymnasium umgewandelt). Unterhalb der Aula befand sich eine vierklassige Übungsschule (Grundschule). Heute beherbergen die Trakte hauptsächlich zwei universitäre Einrichtungen: die Katholisch-Theologische Fakultät im Trakt auf der Seite zum Universitätsplatz und die Universitätsbibliothek Salzburg auf der Seite zur Hofstallgasse hin.

## Architektur
Der äußerlich schlichte Baukomplex aus dem 17. Jahrhundert hat zwei langgestreckte Straßentrakte zum Universitätsplatz und zur Hofstallgasse.